# Adriano Silva Francisco
Adriano Silva Francisco (Petrópolis, 7 de fevereiro de 1969) é um ex-futebolista brasileiro que foi goleiro do Flamengo, entre outros clubes. Atualmente, trabalha como preparador de goleiros no Friburguense Atlético Clube.

## Carreira
Nascido em Petrópolis, no estado do Rio de Janeiro, Adriano iniciou sua carreira com um dos clubes de maior sucesso do Brasil, Flamengo.
Ele então partiu para clubes desconhecidos. Em 1999, ele foi selecionado pela liga Brasil XI Thai Four Nation Tournament. Adriano foi goleiro do Flamengo, entre 1992 e 1995, quando, na maior parte do tempo, foi reserva de Gilmar. Mesmo assim, Adriano teve a oportunidade de entrar em campo e defendeu o time por 73 vezes. Depois que deixou o Flamengo, não destacou-se em outros times. Muitos anos depois, já veterano, voltou a aparecer em edições do Campeonato Carioca, defendendo o Friburguense. Também teve passagens pelo Duque de Caxias e Nova Iguaçu. Em 2009, Adriano voltou a vestir a camisa do Friburguense. Na estreia do Campeonato Carioca de 2009, teve uma boa atuação, mas não impediu a vitória do Flamengo.

## Títulos
Flamengo
- Copa São Paulo de Futebol Júnior: 1990
- Copa do Brasil: 1990
- Torneio de Verão de Nova Friburgo: 1990
- Copa Marlboro: 1990
- Pepsi-Cup: 1990
- Copa Sharp: 1990
- Taça Associação dos Cronistas Esportivos de Sergipe: 1990
- Torneio Quadrangular de Varginha: 1990
- Taça Cidade do Rio de Janeiro: 1991,1993
- Campeonato da Capital: 1991,1993
- Copa Rio: 1991
- Taça Estado do Rio de Janeiro: 1991
- Campeonato Carioca: 1991
- Taça Rio: 1991
- Campeonato Brasileiro: 1992
- Troféu Brahma de Campeões: 1992
- Troféu Eco-92: 1992
- Troféu Raul Plassman: 1993
- Taça Libertad: 1993
- Torneio See: 1994
- Copa Pepsi: 1994
- Taça Guanabara: 1995
- Torneio Maria Quitéria: 1995

Volta Redonda
- Campeonato Carioca-Serie B: 2004
- Copa Finta Internacional: 2005
- Taça Guanabara: 2005
- Campeonato do Interior: 2005

Nova Iguaçu
- Copa Rio: 2008
- Summer Cup: 2008

Friburguense
- Troféu João Ellis Filho: 2009